# Selenops kikay
Selenops kikay är en spindelart som beskrevs av José Antonio Corronca 1996. Selenops kikay ingår i släktet Selenops och familjen Selenopidae. Inga underarter finns listade i Catalogue of Life.